# Breve apostolico
Il breve apostolico o breve pontificio è un documento pontificio (litterae apostolicae), meno solenne della bolla pontificia.

## Tipologia
Dato che i singoli generi di documenti possono essere distinti per mezzo di aggiunte, nel linguaggio ufficiale latino della Curia Romana, vengono identificati con l'etimo di litterae in forma brevis. L'espressione breve per i documenti anteriori al 1400 è anacronistica, poiché in epoca precedente ci si riferiva sempre alla bolla; quest'ultima era distinguibile anche per la sigillatura praticata con il piombo o l'oro (sigillo pendente) anziché con la cera rossa (sigillo aderente anulus piscatoris) protetta da una treccina di pergamena o da piccole teche di latta.
La forma del breve prevede un'intestazione con il nome del pontefice scrivente, ad esempio "LEO PP. XIII", e viene omesso il titolo d'umiltà "Servus servorum Dei" che compare nelle bolle. Segue all'intestazione la formula fissa "Ad perpetuam rei memoriam", che sancisce il carattere documentale, che può essere ribadito da una formula in chiusura, del tipo "Quod a Nobis hisce Litteris Apostolicis, decretum ac statutum est, id firmum ac ratum esse iubemus, contrariis quibuslibet non obstantibus", con più esplicito riferimento agli effetti che il documento produce nel futuro ed esclusione di obiezioni fondate su documenti precedenti.
Il breve prevede, a differenza della bolla, un saluto diretto al destinatario, ad esempio "Dilecte fili" o "Carissime in Christo fili", che varia a seconda della dignità del destinatario. Naturalmente i destinatari possono essere più di uno, come nella bolla Quo graviora in cui papa Gregorio XVI si rivolge ai Vescovi dell’Alta Renania con l'appellativo di Venerabiles Frates. 
Il breve si chiude con una formula fissa, che fa menzione del sigillo, come ad esempio: "Datum Romae, apud S. Petrum sub annulo piscatoris die XV mensis februarii anno MDCCCLXXIX, Pontificatus Nostri anno primo.". Una differenza che si può osservare rispetto alla bolla è che la data non è espressa secondo il calendario romano antico, ma nella forma corrente, con il giorno del mese. 
Originariamente l'impiego della forma di un breve o di una bolla era determinato soprattutto dalla dignità del destinatario e non dalla materia trattata. Ad esempio, i documenti con cui i papi erigevano nuove diocesi erano redatti in forma di bolla se la diocesi era in un regno cattolico o in forma di breve se le diocesi erano in altri stati. Nel XX secolo è invece prevalso un uso diverso, in cui il breve viene usato per il medesimo tipo di provvedimento: un uso tipico del breve ricorre per i documenti che sanciscono la beatificazione e la canonizzazione dei santi.

## Storia
Qui di seguito vengono riportati alcuni brevi dei pontefici del XX secolo:
Papa Benedetto XV (1914-1922)
- Divinum Praeceptum - Con il quale si concede al Seminario Arcivescovile di Buenos Aires il potere di conferire titoli accademici in filosofia e sacra teologia (23 dicembre 1915)
- Romanorum Pontificum - Con il quale vengono concesse particolari indulgenze ai fedeli che, nell'ambito di specifiche pratiche di pietà, invocheranno da Dio la concordia dei Governanti Cristiani, l'estirpazione delle eresie e la conversione dei peccatori (25 febbraio 1916)
- Cum Catholicae Ecclesiae - Con il quale si intende agevolare l'unione dei Cristiani d'Oriente alla Chiesa di Roma (15 aprile 1916)
- Cum Biblia Sacra - Con il quale vengono promulgate le norme che debbono regolare il funzionamento dei tre Istituti di studi biblici operanti in Roma, e i rapporti fra loro intercorrenti (15 agosto 1916)
- Cum Centesimus - In occasione del primo centenario della fondazione della Milizia Pontificia (22 ottobre 1916)
- Centesimo Hodie - In occasione del primo centenario della fondazione della Milizia Pontificia con il quale il Pontefice onora il vessillo del Corpo decorandolo di due medaglie d'oro (22 ottobre 1916)
- Quod Ioannes - Con il quale viene dichiarata Beata la venerabile serva di Dio Anna di San Bartolomeo (10 aprile 1917)

Papa Pio XI (1922-1939)
- Mirabilis Deus - Con il quale il Pontefice attribuisce a Giovanni Bosco il titolo di Beato (2 giugno 1929)

Papa Pio XII (1939-1958)
- Il 13 ottobre 1949 il Pontefice sceglie la Beata Vergine Maria del Ghisallo quale Patrona dei Ciclisti.
- L'11 novembre 1949 sceglie la Virgo Fidelis quale Patrona dell'Arma dei Carabinieri.
- Il 3 maggio 1957, emana un significativo breve apostolico, con il quale nomina il martire San Sebastiano, patrono dei Vigili Urbani "che in Italia sono preposti al mantenimento dell'ordine pubblico".

Papa Paolo VI (1963-1978)
- Il 1º giugno 1977 dichiara la Beata Vergine dell'Almudena principale patrona di Madrid.